# ميلنيك
ميلنيك (بالبلغارية: Мелник)‏ هي مدينة في مقاطعة بلاغويفغراد في جنوب غرب بلغاريا، على المنحدرات الجنوبية لجبال بيرين. ويَبلغ ارتفاع المدينة 440 م فوق سطح البحر.
وتُعتبر مدينة ميلنيك أصغر مدينة في بلغاريا، حيث يصل عدد سُكانها إلى 385. تَبعُد مسافة 175 كم جنوب العاصمة صوفيا وحوالي 30 كم فقط عن حدود البلاد مع اليونان.

## التاريخ
وأول من إستوطن أراضي المدينة الحالية هم التراقيون وبالأخص القبيلة التراقية ميدي، التي كان يُنتسب إليها الثائر الأسطوري سبارتاكوس، وقد عاش في هذه الأراضي بعدها بعدة قرون الرومان، الأمر الذي يدلّ عليه الجسر الروماني القديم الذي لا يزال قائما في المدينة حتى الآن. أما السلاف الذين جاؤوا إلى هذه المنطقة فيما بعد فأطلقوا على بلدتهم اسم ميلنيك، وهذا بسبب الأهرام الرملية المجاورة لها. فالإسم يأتي من الكلمة السلافية «ميل» التي معناها الصلصال الأبيض.

## المناخ
يظهر الجدول التالي التغييرات المناخية على مدار السنة لميلنيك:
| البيانات المناخية لـميلنيك               | البيانات المناخية لـميلنيك | البيانات المناخية لـميلنيك | البيانات المناخية لـميلنيك | البيانات المناخية لـميلنيك | البيانات المناخية لـميلنيك | البيانات المناخية لـميلنيك | البيانات المناخية لـميلنيك | البيانات المناخية لـميلنيك | البيانات المناخية لـميلنيك | البيانات المناخية لـميلنيك | البيانات المناخية لـميلنيك | البيانات المناخية لـميلنيك | البيانات المناخية لـميلنيك |
| الشهر                                    | يناير                      | فبراير                     | مارس                       | أبريل                      | مايو                       | يونيو                      | يوليو                      | أغسطس                      | سبتمبر                     | أكتوبر                     | نوفمبر                     | ديسمبر                     | المعدل السنوي              |
| ---------------------------------------- | -------------------------- | -------------------------- | -------------------------- | -------------------------- | -------------------------- | -------------------------- | -------------------------- | -------------------------- | -------------------------- | -------------------------- | -------------------------- | -------------------------- | -------------------------- |
| متوسط درجة الحرارة الكبرى °م (°ف)        | 6.5 (43.7)                 | 8.8 (47.8)                 | 14.5 (58.1)                | 20.9 (69.6)                | 26.5 (79.7)                | 31.2 (88.2)                | 34.3 (93.7)                | 34.7 (94.5)                | 28.4 (83.1)                | 21.5 (70.7)                | 14.6 (58.3)                | 7.5 (45.5)                 | 20.8 (69.4)                |
| المتوسط اليومي °م (°ف)                   | 2.4 (36.3)                 | 4.0 (39.2)                 | 8.7 (47.7)                 | 14.0 (57.2)                | 20.1 (68.2)                | 23.3 (73.9)                | 26.1 (79.0)                | 26.4 (79.5)                | 21.3 (70.3)                | 15.1 (59.2)                | 8.7 (47.7)                 | 3.8 (38.8)                 | 14.4 (57.9)                |
| متوسط درجة الحرارة الصغرى °م (°ف)        | −1.7 (28.9)                | −0.8 (30.6)                | 2.8 (37.0)                 | 7.1 (44.8)                 | 12.7 (54.9)                | 15.6 (60.1)                | 17.8 (64.0)                | 18.0 (64.4)                | 14.1 (57.4)                | 8.7 (47.7)                 | 3.8 (38.8)                 | 0.1 (32.2)                 | 8.1 (46.6)                 |
| الهطول مم (إنش)                          | 58 (2.3)                   | 49 (1.9)                   | 49 (1.9)                   | 54 (2.1)                   | 62 (2.4)                   | 59 (2.3)                   | 29 (1.1)                   | 21 (0.8)                   | 40 (1.6)                   | 54 (2.1)                   | 77 (3.0)                   | 63 (2.5)                   | 643 (25.3)                 |
| المصدر #1: stringmeteo.com[إخفاق التحقق] |                            |                            |                            |                            |                            |                            |                            |                            |                            |                            |                            |                            |                            |
| المصدر #2: Hong Kong Observatory         |                            |                            |                            |                            |                            |                            |                            |                            |                            |                            |                            |                            |                            |

## توأمة
لميلنيك اتفاقيات توأمة مع:
- منيلنيك